# اچ‌ام‌اس ال۱۹
اچ‌ام‌اس ال۱۹ (به انگلیسی: HMS L19) یک زیردریایی بود که طول آن ۲۲۸ فوت (۶۹ متر) بود. این زیردریایی در سال ۱۹۱۹ ساخته شد.